# Palazzo Malvezzi Campeggi

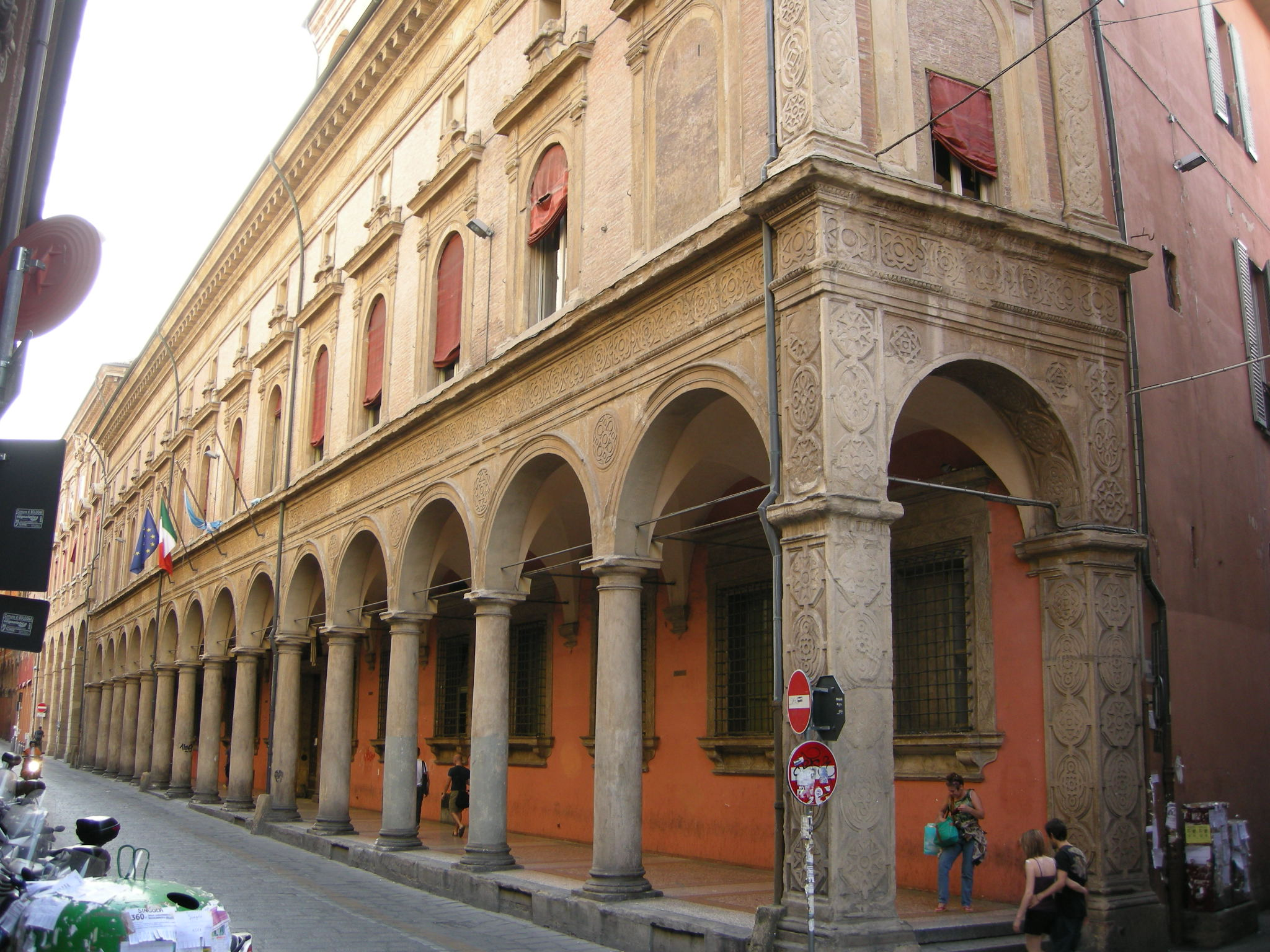
Palazzo Malvezzi Campeggi

Der Palazzo Malvezzi Campeggi ist ein Renaissancepalast im historischen Zentrum von Bologna in der italienischen Region Emilia-Romagna. Er liegt in der Via Zamboni 22 an der südwestlichen Ecke mit der Via Marsala, gegenüber der Basilika San Giacomo Maggiore und etwas nordöstlich des Palazzo Magnani. Heute ist dort die juristische Fakultät der Universität Bologna untergebracht.

## Geschichte und Beschreibung
Der Bau des Palastes begann Mitte des 16. Jahrhunderts auf den Resten eines älteren Gebäudes, das früher Giovanni II. Bentivoglio gehört hatte. Die Architekten waren Marchesi Andrea di Pietro, auch „Il Formigine“ genannt, und sein Bruder Giacomo. Das Anwesen wurde an die alte Adelsfamilie Malvezzi verkauft. Der Innenhof zeigt drei Säulenreihen übereinander: Dorische, ionische und korinthische mit Medaillons, auf denen die wichtigsten römischen Kaiser abgebildet sind. Im Eingangsbereich steht eine große Statue von Herkules, die von Giuseppe Maria Mazza geschaffen wurde.
Das Hauptgeschoss wurde erst im 18. Jahrhundert geplant und mit Fresken von Carlo Lodi und Antonio Rossi versehen. Einige dieser Fresken zeigten die militärischen Fähigkeiten der Mitglieder der Familie Malvezzi, darunter die von Emilio Malvezzi, der gegen den König Sigismund II. August von Polen kämpfte. Die Stuckarbeiten von Carlo Nessi verbinden die heraldischen Symbole der Familien Malvezzi und Campeggi, die sich 1707 durch die Hochzeit von Matteo Malvezzi und Francesca Maria Campeggi vereinten. Weitere Räume wurden von Vittorio Bigari, Gioacchino Pizzoli und Giovanni Benedetto Paolazzi dekoriert. Der Innenhof wurde im Zweiten Weltkrieg beschädigt und der ganze Palast in den 1970er- und 1980er-Jahren unter Leitung der Soprintendenza ai Beni Artistici e Storici di Bologna restauriert.